# 山口情報芸術センター
山口情報芸術センター（やまぐちじょうほうげいじゅつセンター、Yamaguchi Center for Arts and Media）は、山口県山口市中園町にある図書館・ホール・美術館などの複合施設。おもにコンピューターや映像を使った芸術であるメディアアートに関する企画展を行うほか、その制作施設、上演ホールなどもある。通称「YCAM（ワイカム）」または「ビッグウェーブやまぐち」。山口市の外郭団体である公益財団法人山口市文化振興財団が運営に当たっている。優良ホール100選に中四国地方で唯一の選出。一般社団法人公共建築協会による平成20年（2008年）、第11回公共建築賞文化施設部門受賞建築物。

## 沿革
2003年に建設された。山口市が発注して整備されたもので、設計者は建築家磯崎新（磯崎新アトリエ）。旧山口市（合併前）初の市立図書館を備え、その他ギャラリー、スタジオ、劇場を備える複合文化施設である。東隣には日本放送協会 (NHK) の山口放送局が、西隣には山口ケーブルビジョンの建物がある。
これは、1989年6月に策定された第4次山口市総合計画において、山口県立体育館および山口県立山口中央高等学校移転跡地を「情報・業務・文化ゾーン」として再開発エリアに設定し、同地において「文化交流プラザ（仮称）」として整備された施設で、1996年に基本計画を策定、1998年に基本設計を実施し、2001年から工事に着手したものである。施設の建設費は70億円、施設の年間維持費に5億円を要するというものであった。また周辺の整備も同時に行われたため、事業の総額は100億円を超えた。
図書館機能に付属する文化施設の設置に当たっては、郵政省（当時）の地域情報通信活性化構想（インキュベーション構想）を踏まえ、芸術分野の中でもまだ新しいメディアアートに注力することが策定され、そのためのギャラリーやスタジオなどが設計された。これは完成すれば東京・新宿のNTTインターコミュニケーション・センターと並ぶ、全国でも数少ないメディアアートの拠点となることを想定していた。着工前からプレ事業として市民向けの展覧会やワークショップが行われメディアアートの紹介や開館機運を盛り上げようとしたが、折からの市の財政難から、磯崎新の巨大な設計案や竣工後の毎年の維持費が市民を不安にさせ、また余りなじみのないメディアアートという分野も反発を招いた。このため2002年5月の山口市長選挙の争点となり、建設凍結を掲げた合志栄一が当選し、工事中断を指示。一時は事業そのものが危ぶまれたが、市民委員会による事業への市民参加など話し合いをすすめ、結局工事や事業は再開され2003年4月に竣工、同年11月1日にオープンした。
2004年9月、台風18号が山口県を直撃。屋根葺材（ガルバリウム鋼板）約2500平方メートルが吹き飛ばされ周囲に散乱した。雨は建物内部に降り注ぎ、職員は窓をハンマーで破壊し雨水を排出した。建物の完全復旧には数ヶ月の時間が要された。オープンから1年に満たないうちでの出来事であり、設計や施工の瑕疵がなかったかが詳細に検討されたが、特に問題はなかったとされ、金具の数を増やすなどの補修工事を実施している。この屋根は2019年の台風17号でも同様にめくれ上がったが、めくれた面積は約150平方メートルに留まった。
現在は市立図書館としてにぎわうほか、メディアアートや現代美術の企画展、市民の美術発表の場、演劇上演やワークショップ、ミニシアターとして映画上映などが行われている。なお、映像作品など美術コレクションは所蔵せず、作品の制作・展示の場に徹している。
中央公園内の隣接地（YCAMと山口ケーブルビジョンの間）には、2017年にスターバックスの山口市第1号店（県内5号店）となる山口市中央公園店が開店している。

## 施設
- 山口市立中央図書館
- スタジオA（演劇、音楽、美術展示など）
- スタジオB（美術展示、演劇など）
- スタジオC（映画上映）
- ラボラトリー（アート制作を行うラボが付属）
- ホワイエ（1階から2階へと続く大階段の前に拡がるフリースペース）

## ラジオ放送
2011年度の長期ワークショップ「meet the artist 2011 ライブラリーラジオ」では、市民コラボレーター、アーティスト、YCAMスタッフによってＦＭラジオ局（周波数FM89.2MHz）を設置 。
同館内で行われるイベントを中心に、狭い範囲でのみ聴取できる小規模な放送を行った。（事業は終了している。）

## 交通アクセス
- JR山陽新幹線・山陽本線・宇部線新山口駅下車 防長バスで25分、情報芸術センター前下車
- JR山口線湯田温泉駅下車 徒歩20分・タクシー5分
- JR山口線山口駅下車 徒歩20分・バス10分（情報芸術センター前または済生会病院前下車）・タクシー5分
- 山陽自動車道防府東ICから車で30分
- 中国自動車道小郡ICから車で15分

### 注記
1. ↑  山口市にはそれまで県立図書館（山口県立山口図書館）はあったが、市立図書館は存在しなかった。